# 阿拉莫 (得克萨斯州)

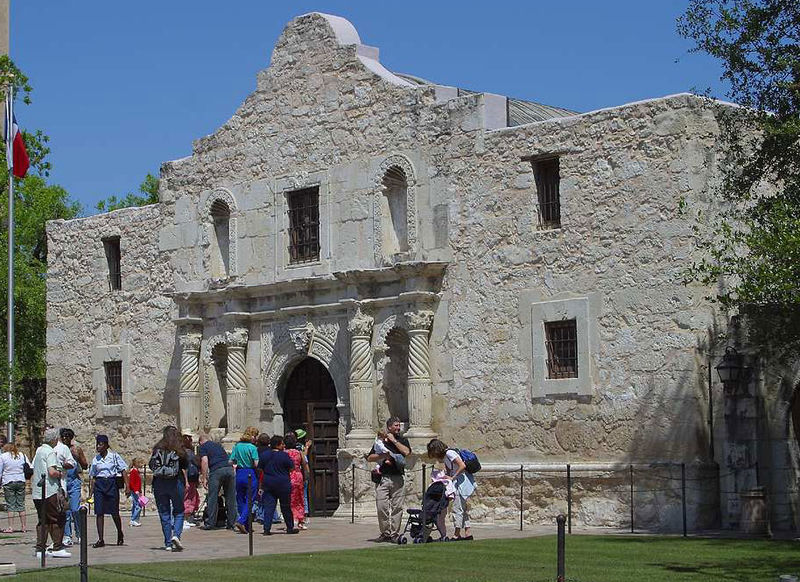
阿拉莫博物馆

阿拉莫（英語：Alamo Mission）是位于美国德克萨斯州圣安东尼奥市区的一座由传教站扩建成的要塞，在德克萨斯革命中曾有重要地位。

## 历史
1724年，传教士在今日阿拉莫博物馆所在地建立了圣安东尼奥·德·瓦莱罗传教站，但西班牙的世俗化运动使得传教站在1793年被废弃。19世纪初，一支西班牙骑兵部队进驻此地，将此作为营地，因為这支部队的士兵都来自於墨西哥城市阿拉莫·德·帕拉斯（Alamo de Parras），故阿拉莫之名便来源于此。
在墨西哥独立战争（1815年－1821年）中，起义的墨西哥人占领了这座要塞。1835年10月2日的德克萨斯动乱之后，一群美国拓荒者在12月占领了阿拉莫并开始加强防御。
1836年3月2日，德克萨斯由于蓄奴问题而宣布从墨西哥独立，成立德克萨斯共和国。由前田纳西州州长山姆·休斯敦担任总统并亲自担任军事总指挥。墨西哥将军暨独裁者安東尼奧·洛佩斯·德·桑塔·安納率军7000人前来镇压独立运动，休斯敦则命令他手下200多名組成复杂的部隊暂时先撤退到阿拉莫固守，不久後被人数大占优的墨西哥军队包围。
阿拉莫城中当时的指挥是27岁的威廉·特拉維斯中校、40岁的冒险家詹姆斯·鲍文和50岁的战争英雄及政治家大衛·克拉克，经过13天伤亡惨重的阿拉摩之戰，墨西哥军队终于占领了阿拉莫，所有男性抵抗者均被处死，妇女和儿童得到赦免。
三週后，以「记住阿拉莫」（Remember the Alamo!）为战斗口号的德克萨斯军队在山姆·休斯敦的指挥下在圣哈辛托战役取得了决定性的胜利，桑塔·安那也被俘。德克萨斯也因此在之后的几年中保持了独立并在1845年加入美利坚合众国。直到今天，阿拉莫之战依然被视作美国陆军历史上的神话，被美国人认为是自由意志下勇气和牺牲精神的象征，而阿拉莫博物馆每年有多达250万名的参观者。
关于这场战争的故事曾多次被拍成电影，其中有1960年約翰·韋恩自導自演的《邊城英烈傳》，以及2004年丹尼斯·奎德主演的《圍城13天：阿拉莫戰役》。